# Francisco Vicente Murcia Barceló
Francisco Vicente Murcia Barceló (Segòvia, 27 d'octubre de 1949) és un polític valencià d'origen castellà, diputat al Congrés dels Diputats de la V a la IX Legislatures.

## Biografia
Nebot de Miguel Barceló Pérez. Llicenciat en Dret i màster en Assessoria Jurídica d'Empreses. Militant del Partit Popular i dirigent local a Benidorm, on fou company de bufet d'Eduardo Zaplana, ha estat diputat per la província d'Alacant a les eleccions generals espanyoles de 1993, 1996, 2000, 2004 i 2008. Has estat secretari primer de la Comissió de Ciència i Tecnologia, secretari Segon de la Comissió per a les polítiques integrals de la discapacitat i vocal de la Comissió d'Afers exteriors i la Comissió Mixta de Relacions amb el Defensor del Poble, entre d'altres.
En 2004 li fou embargada la seu del Partit Popular a Benidorm, que era de la seva propietat, a causa de diversos impagaments, i subhastada públicament en 2008.